# Acrolophus agrotipennella
Acrolophus agrotipennella är en fjärilsart som beskrevs av Augustus Radcliffe Grote 1872. Acrolophus agrotipennella ingår i släktet Acrolophus och familjen Acrolophidae. Inga underarter finns listade i Catalogue of Life.